# Pieter van Abeele

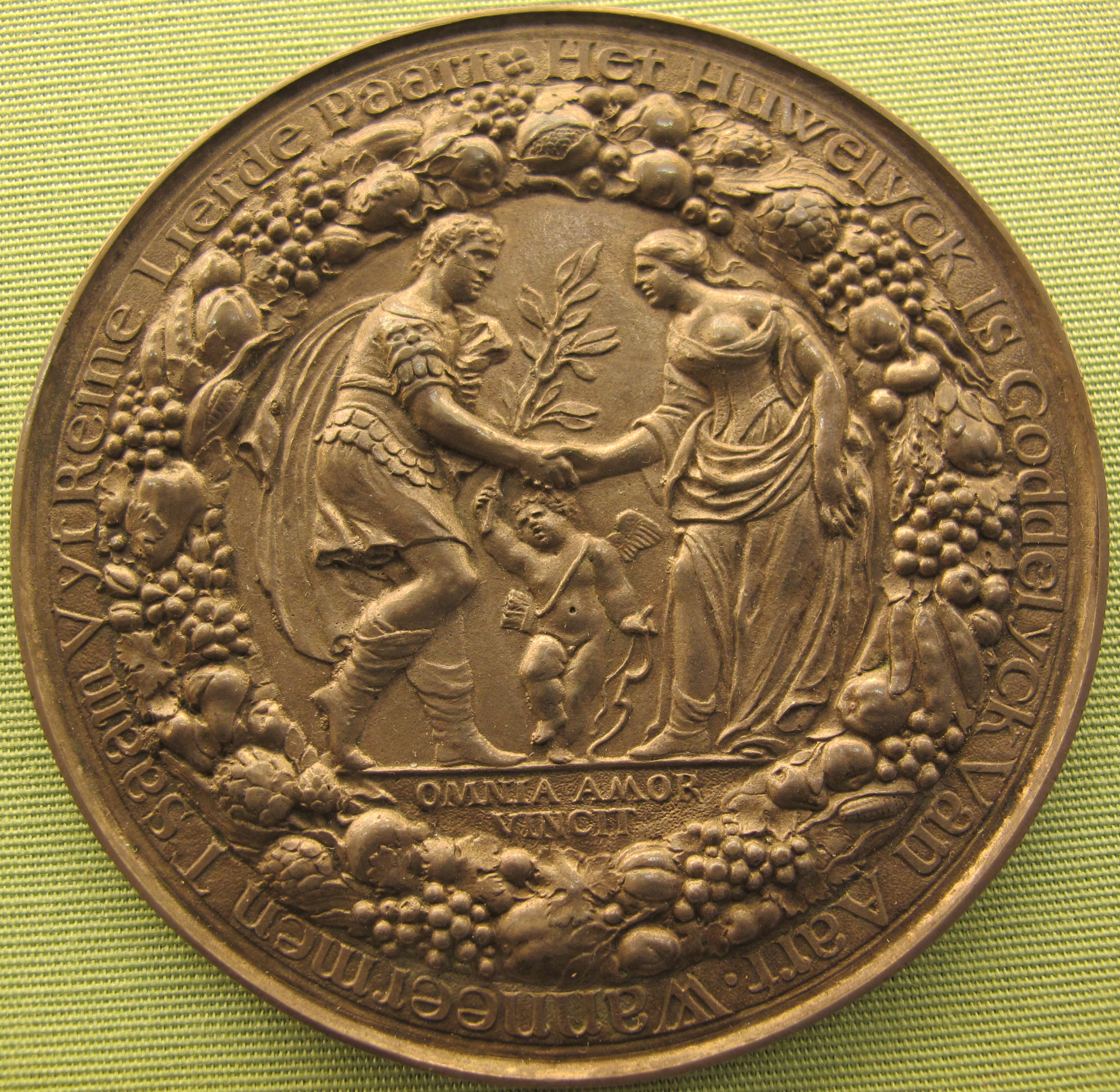
Medaille uit ca. 1660

Pieter van Abeele (Middelburg, 1608 - Amsterdam, 21 februari 1684) was een Nederlandse medailleur en munter in Amsterdam.
Van Abeele werd geboren in Middelburg in 1608. Hij perfectioneerde de techniek van het persen van holle medailles. Hij creëerde de twee zijden van de medaille afzonderlijk en combineerde ze met een ring van metaal. Zijn werken zouden de beste van hun tijd zijn en bestaan voornamelijk uit herdenkings- en portretpenningen. Ze beelden verschillende leden van het Huis van Oranje af, admiraal Maarten Tromp, Jan Wolfert van Brederode, Karel X van Zweden en Karel II van Engeland. Hij maakte ook herdenkingsmedailles voor de vernietiging van de Engelse vloot en de vrede van 1667, evenals een medaille die de toekenning van het wapen aan de stad Amsterdam liet zien door graaf Willem II van Holland en keizer Maximiliaan I. Hij stierf in Amsterdam.